# Sanya Richards-Ross
Sanya Richards-Ross (născută Richards; n. 26 februarie 1985, Kingston, Jamaica) este o fostă atletă americană și campioană olimpică. Având în palmares patru medalii de aur la Jocurile Olimpice și cinci titluri mondiale, este una dintre cele mai titrate atlete din toate timpurile.

## Carieră
La vârsta de 12 ani Richards s-a mutat cu părinții din Jamaica în SUA, unde din 2002 deține cetățenia. A studiat la University of Texas System și este o cântăreață și dansatoare talentată.
La Jocurile Olimpice de vară din 2004 din Atena a câștigat medalia de aur la ștafeta de 4 x 400 metri împreună cu colegele de echipă DeeDee Trotter, Monique Henderson și Monique Hennagan. Deja la Campionatele Mondiale de Atletism 2003 din Paris câștigase medalia de aur la ștafetă. La Jocurile Olimpice de vară din 2008 a câștigat din nou aurul la ștafeta de 4 x 400 metri și la Jocurile Olimpice din 2012 a cucerit medalia de aur atât la 400 metri cât și la ștafeta de 4 x 400 metri.

## Realizări
| An   | Competiție                              | Locație                | Loc   | Eveniment     | Note     |
| ---- | --------------------------------------- | ---------------------- | ----- | ------------- | -------- |
| 2002 | Campionatul Mondial de Juniori (sub 20) | Kingston, Jamaica      | 3     | 200 m         | 23,09    |
| 2002 | Campionatul Mondial de Juniori (sub 20) | Kingston, Jamaica      | 2     | 400 m         | 51,49    |
| 2002 | Campionatul Mondial de Juniori (sub 20) | Kingston, Jamaica      | 3 (h) | 4×400 m       | 3:35,84  |
| 2003 | Campionatul Mondial                     | Paris, Franța          | 10    | 400 m         | 51,32    |
| 2003 | Campionatul Mondial                     | Paris, Franța          | 1     | 4×400 m       | 3:22,63  |
| 2004 | Jocurile Olimpice                       | Atena, Grecia          | 6     | 400 m         | 50,19    |
| 2004 | Jocurile Olimpice                       | Atena, Grecia          | 1     | 4×400 m       | 3:19,01  |
| 2005 | Campionatul Mondial                     | Helsinki, Finlanda     | 2     | 400 m         | 49,74    |
| 2006 | Campionatul Mondial în sală             | Moscova, Rusia         | 9     | 400 m         | 52,46    |
| 2007 | Campionatul Mondial                     | Osaka, Japonia         | 5     | 200 m         | 22,70    |
| 2007 | Campionatul Mondial                     | Osaka, Japonia         | 1     | 4×400 m       | 3:18,55  |
| 2008 | Jocurile Olimpice                       | Beijing, China         | 3     | 400 m         | 49,93    |
| 2008 | Jocurile Olimpice                       | Beijing, China         | 1     | 4×400 m       | 3:18,54  |
| 2009 | Campionatul Mondial                     | Berlin, Germania       | 1     | 400 m         | 49,00    |
| 2009 | Campionatul Mondial                     | Berlin, Germania       | 1     | 4×400 m       | 3:17,83  |
| 2011 | Campionatul Mondial                     | Daegu, Coreea de Sud   | 7     | 400 m         | 51,32    |
| 2011 | Campionatul Mondial                     | Daegu, Coreea de Sud   | 1     | 4×400 m       | 3:18,09  |
| 2012 | Campionatul Mondial în sală             | Istanbul, Turcia       | 1     | 400 m         | 50,79    |
| 2012 | Campionatul Mondial în sală             | Istanbul, Turcia       | 2     | 4×400 m       | 3:28,79  |
| 2012 | Jocurile Olimpice                       | Londra, Marea Britanie | 5     | 200 m         | 22,39    |
| 2012 | Jocurile Olimpice                       | Londra, Marea Britanie | 1     | 400 m         | 49,55    |
| 2012 | Jocurile Olimpice                       | Londra, Marea Britanie | 1     | 4×400 m       | 3:16,88  |
| 2014 | Ștafetele Mondiale                      | Nassau, Bahamas        | 1     | 4×400 m       | 3:21,73  |
| 2015 | Ștafetele Mondiale                      | Nassau, Bahamas        | 1     | ștafetă mixtă | 10:36,50 |
| 2015 | Ștafetele Mondiale                      | Nassau, Bahamas        | 1     | 4×400 m       | 3:19,39  |
| 2015 | Campionatul Mondial                     | Beijing, China         | 2     | 4×400 m       | 3:19,44  |

## Recorduri personale
| Probă | Performanță | Dată               | Locație  |
| ----- | ----------- | ------------------ | -------- |
| 100 m | 10,97 s     | 28 septembrie 2007 | Shanghai |
| 200 m | 22,09 s     | 9 iunie 2012       | New York |
| 400 m | 48,70 s RN  | 16 septembrie 2006 | Atena    |